# Listrodromus nycthemerus
Listrodromus nycthemerus är en stekelart som först beskrevs av Johann Ludwig Christian Gravenhorst 1820.  Listrodromus nycthemerus ingår i släktet Listrodromus och familjen brokparasitsteklar. Arten är reproducerande i Sverige. Inga underarter finns listade i Catalogue of Life.